# Hot Together
Hot Together é o décimo segundo álbum de estúdio do grupo vocal feminino americano The Pointer Sisters, lançado em 1986 pela RCA Records. Produzido por Richard Perry, o disco manteve o estilo característico do trio, com influências de R&B, Pop e música dançante dos anos 80.
O álbum inclui a canção de mesmo nome, Hot Together, que ganhou destaque por sua presença em filmes e propagandas esportivas. Décadas após o lançamento, a faixa voltou à popularidade ao ser usada no segundo trailer oficial do jogo Grand Theft Auto VI. 

## Faixas
1. "My Life (Remix)" – 4:05
2. "Be There" – 4:26
3. "Set Me Free" – 4:00
4. "Taste" – 4:22
5. "Hot Together" – 4:00
6. "Falling in Love" – 4:24
7. "Goldmine" – 3:54
8. "All I Know Is the Way I Feel" – 4:38
9. "Say the Word" – 4:35
10. "Sex, Love & Money" – 3:46

## Recepção
Embora o álbum não tenha alcançado o mesmo sucesso comercial de trabalhos anteriores, foi bem recebido pela crítica especializada por manter a qualidade vocal e a produção refinada do trio. A faixa "Goldmine" chegou a entrar nas paradas da Billboard Hot 100.
A música Hot Together se tornou uma das mais lembradas do álbum, especialmente por sua inclusão em trilhas sonoras dos filmes Spaceballs e Stakeout, além de campanhas da NBA nos anos 80. Em 2025, seu uso no trailer de Grand Theft Auto VI provocou um ressurgimento em sua popularidade nas plataformas digitais.